# HEAT CAPACITY
「HEAT CAPACITY」（ヒート・キャパシティ）は、2000年5月24日にリリースされたT.M.Revolutionの13枚目のシングル。発売元はアンティノスレコード。

## 概要
- 封印解除後、T.M.Revolutionとしての本格的な活動再開となるシングル。累計売上は13.2万枚（オリコン調べ）を記録した[1]。
- ミュージック・ビデオの撮影はデビュー記念日である5月13日にファンを集めて行われた。夏をテーマにした「HIGH PRESSURE」「HOT LIMIT」のミュージック・ビデオに倣い、セットの舞台裏も撮影カットに含まれる構成となっている。
- この曲が発売する前に行われた2000年3月代々木第一体育館でのT.M.Rの封印解除ライブ(前半はTMR-eライブ)では、デモバージョンとしてアレンジや歌詞が異なる「βバージョン」が演奏された（βの表記は後の映像作品リリースの際に加えられたもの）。歌詞のサビが「妬けるように たぎる夏を」が「はだけかけた たぎる夏を」として歌われていた。
- DVD『SONIC WARP the Visual Fields』には「-Type'03-」としてアレンジされたバージョンのミュージック・ビデオが収録されている。

## 収録曲
全曲作詞：井上秋緒　作曲・編曲：浅倉大介
1. HEAT CAPACITY
出版社：ソニー・ミュージックアーティスツ
2. HEAT CAPACITY（Instrumental）
出版社：ソニー・ミュージックアーティスツ
3. HEAT CAPACITY（Split〜Attention L or R ch!）
出版社：ソニー・ミュージックアーティスツ

## 収録アルバム
- progress（#1）
- B★E★S★T（#1）
- 1000000000000（#1）